# Desafío Ruta 40
El Desafío Ruta 40 fue una carrera de rally raid realizada en Argentina desde 2010 hasta 2018, organizada por el Automóvil Club Argentino (ACA), con el patrocinio de la Federación Internacional del Automóvil (FIA) y del Rally Dakar. La competencia constituía la fecha principal del Campeonato Argentino de Rally Cross Country (CARCC) e integraba las Series Dakar. La carrera retomó su actividad en 2023 siendo parte de la segunda edición del Campeonato Mundial de Rally Raid y conformando la cuarta fecha dentro de este.
Como indicaba su nombre, la prueba se componía de un número variable de etapas a lo largo de la Ruta Nacional 40, la más extensa de ese país, con más de 5.000 kilómetros de extensión.  La competencia se realizaba en categorías diferentes para automóviles, motocicletas, cuatriciclos y camiones.

## Historia
En 2010, con ocasión del Bicentenario de Argentina se organizó por primera vez el Desafío Ruta 40, con un recorrido completo de la Ruta Nacional 40, desde Cabo Vírgenes (Santa Cruz) hasta La Quiaca (Jujuy), sobre un total de 5194 kilómetros en nueve etapas. El éxito de la competencia llevó a su reiteración en 2011, también con un recorrido completo de la ruta.
La edición de 2012 acortó el recorrido total a cinco etapas, largando en San Juan y finalizando en San Salvador de Jujuy.
En 2013 la competencia se convirtió en una de las Series Dakar, consolidando su atractivo con más de 125 participantes. El recorrido nuevamente volvió a unir San Salvador de Jujuy y San Juan, pero con dirección norte-sur.
La edición 2014 retornó al formato Sur-Norte, pero con inicio en Bariloche y final en San Juan. Sin embargo, las dos primeras etapas se suspendieron a último minuto debido a las intensas lluvias.
Catamarca y La Rioja albergaron la edición 2015 de la prueba, mientras que Mendoza, San Juan y La Rioja lo hicieron en 2016.
En 2017 se realizaron dos carreras independientes: el Desafío Ruto 40 Sur, conectando Neuquén capital con el balneario Las Grutas de Río Negro, y el Desafío Ruta 40 Norte, con recorrido entre San Juan y Tucumán.
La carrera continuó en el noroeste argentino en 2018, en esta ocasión desde Tucumán hasta San Juan. La competencia no se realizó durante los cuatro años siguientes, hasta su incorporación al Campeonato Mundial de Rally Raid para 2023.
En 2025, no se realizó el torneo debido a que no formó parte del Campeonato Mundial de Rally Raid, siendo reemplazado del calendario por el South African Safari Rally, volviendo a ser parte del campeonato en la temporada 2026, tras el anuncio de los organismos internacionales de FIM y  FIA el 10 de junio del 2025.

## Ganadores

### Motos, Autos, Quads, UTV y Challenger
| Año        | Moto                                                             | Auto                                                             | Quad 4x2                                                         | Quad 4x4                                                         | UTV / SxS                                                        | Challenger                                                       |
| ---------- | ---------------------------------------------------------------- | ---------------------------------------------------------------- | ---------------------------------------------------------------- | ---------------------------------------------------------------- | ---------------------------------------------------------------- | ---------------------------------------------------------------- |
| 2010       | Laurent Lazard                                                   | Hernán Kim Luciano Gennoni                                       | Juan de la Colina                                                | Adrián Isola                                                     | Ernesto Marengo                                                  | No disputado                                                     |
| 2011       | Javier Pizzolito                                                 | Atilio Carignano Alicia Rava                                     | Lucas Bonetto                                                    | Daniel Mazzucco                                                  | Omar Yoma                                                        | No disputado                                                     |
| 2012       | Pablo Rodríguez                                                  | Orlando Terranova Paulo Fuiza                                    | Lucas Bonetto                                                    | Daniel Mazzucco                                                  | Luciano Gennoni                                                  | No disputado                                                     |
| 2013       | Kurt Caselli                                                     | Nani Roma Michel Périn                                           | Lucas Bonetto                                                    | Daniel Mazzucco                                                  | No disputado                                                     | No disputado                                                     |
| 2014       | Javier Pizzolito                                                 | Juan Manuel Silva Rubén García                                   | Sergio Lafuente                                                  | Daniel Mazzucco                                                  | No disputado                                                     | No disputado                                                     |
| 2015       | Paulo Gonçalves                                                  | Orlando Terranova Bernardo Graue                                 | Lucas Bonetto                                                    | Daniel Mazzucco                                                  | No disputado                                                     | No disputado                                                     |
| 2016       | Kevin Benavídes                                                  | Sebastián Halpern Sergio Lafuente                                | Jeremías González                                                | Pablo Novara                                                     | Hernán Bradas Juan José Spinella                                 | No disputado                                                     |
| 2017 Sur   | Felipe Ellis                                                     | Emiliano Spataro Santiago Hansen                                 | Sergio Lafuente                                                  | Daniel Mazzucco                                                  | Hernán Bradas Juan José Spinella                                 | No disputado                                                     |
| 2017 Norte | Kevin Benavídes                                                  | Orlando Terranova Bernardo Graue                                 | Jeremías González                                                | Daniel Mazzucco                                                  | No disputado                                                     | No disputado                                                     |
| 2018       | Paulo Gonçalves                                                  | Sebastián Halpern Eduardo Pulenta                                | Nicolás Cavigliasso                                              | Julio Estanguet                                                  | Juan Manuel Silva                                                | No disputado                                                     |
| 2019- 2022 | No realizado tras quedar afuera del calendario mundial del WRCC. | No realizado tras quedar afuera del calendario mundial del WRCC. | No realizado tras quedar afuera del calendario mundial del WRCC. | No realizado tras quedar afuera del calendario mundial del WRCC. | No realizado tras quedar afuera del calendario mundial del WRCC. | No realizado tras quedar afuera del calendario mundial del WRCC. |
| 2023       | Tosha Schareina                                                  | Nasser Al-Attiyah Mathieu Baumel                                 | No realizado                                                     | Manuel Andújar                                                   | Gustavo Gallego Eugenio Arrieta                                  | Mitchell Guthrie Kellon Walch                                    |
| 2024       | Ricky Brabec                                                     | Yazeed Al-Rajhi Timo Gottschalk                                  | No realizado                                                     | Manuel Andújar                                                   | Ricardo Ramilo Suárez Fausto Mota                                | Rokas Baciuška Sébastien Delaunay                                |
| 2025       | No realizado tras quedar afuera del calendario mundial del W2RC. | No realizado tras quedar afuera del calendario mundial del W2RC. | No realizado tras quedar afuera del calendario mundial del W2RC. | No realizado tras quedar afuera del calendario mundial del W2RC. | No realizado tras quedar afuera del calendario mundial del W2RC. | No realizado tras quedar afuera del calendario mundial del W2RC. |

### Campeonatos de FIA y FIM
| Año                                                                                         | Motos FIM                                                        | Quads FIM                                                        | Autos FIA                                                        | SSV FIA                                                          | Challenger FIA                                                   |                                                                  |
| ------------------------------------------------------------------------------------------- | ---------------------------------------------------------------- | ---------------------------------------------------------------- | ---------------------------------------------------------------- | ---------------------------------------------------------------- | ---------------------------------------------------------------- | ---------------------------------------------------------------- |
| 2010- 2012                                                                                  | No formo parte del WRCC.                                         | No formo parte del WRCC.                                         | No formo parte del WRCC.                                         | No formo parte del WRCC.                                         | No formo parte del WRCC.                                         |                                                                  |
| 2013                                                                                        | Francisco López                                                  | Rafał Sonik                                                      | Nani Roma Michel Périn                                           | No realizado                                                     | No realizado                                                     |                                                                  |
| 2014- 2016                                                                                  | No formo parte del WRCC.                                         | No formo parte del WRCC.                                         | No formo parte del WRCC.                                         | No formo parte del WRCC.                                         | No formo parte del WRCC.                                         |                                                                  |
| 2017                                                                                        | Kevin Benavides                                                  | Kees Koolen                                                      | No realizado                                                     | No realizado                                                     | No realizado                                                     |                                                                  |
| 2018                                                                                        | Paulo Gonçalves                                                  | Nicolás Cavigliasso                                              | No realizado                                                     | No realizado                                                     | No realizado                                                     |                                                                  |
| 2019- 2022                                                                                  | No realizado tras quedar afuera del calendario mundial del WRCC. | No realizado tras quedar afuera del calendario mundial del WRCC. | No realizado tras quedar afuera del calendario mundial del WRCC. | No realizado tras quedar afuera del calendario mundial del WRCC. | No realizado tras quedar afuera del calendario mundial del WRCC. | No realizado tras quedar afuera del calendario mundial del WRCC. |
| 2023                                                                                        | Luciano Benavides                                                | Manuel Andújar                                                   | Nasser Al-Attiyah Mathieu Baumel                                 | Shinsuke Umeda Maurizio Dominella                                | Mitchell Guthrie Kellon Walch                                    |                                                                  |
| 2024                                                                                        | Ricky Brabec                                                     | Manuel Andújar                                                   | Yazeed Al-Rajhi Timo Gottschalk                                  | Ricardo Ramilo Suárez Fausto Mota                                | Rokas Baciuška Sébastien Delaunay                                |                                                                  |
| 2025                                                                                        | No realizado tras quedar afuera del calendario mundial del W2RC  | No realizado tras quedar afuera del calendario mundial del W2RC  | No realizado tras quedar afuera del calendario mundial del W2RC  | No realizado tras quedar afuera del calendario mundial del W2RC  | No realizado tras quedar afuera del calendario mundial del W2RC  | No realizado tras quedar afuera del calendario mundial del W2RC  |
| Nota: Este palmarés se rige bajo los lineamientos de FIM y FIA, puede excluir competidores. |                                                                  |                                                                  |                                                                  |                                                                  |                                                                  |                                                                  |